# 巨勢浄成
巨勢 浄成（こせ の きよなり、生没年不詳）は、奈良時代の貴族。官位は従五位上・美作守。

## 経歴
聖武朝の天平9年（737年）4月から8月にかけて、天然痘の流行によって政権を握っていた藤原四兄弟が相次いで没したため、9月に大納言・橘諸兄以下新体制の構築を目的とした叙位が行われた際、浄成は従六位下から四階昇進して従五位下に叙爵する。
その後、10年以上浄成に対する叙位任官の記録はなく、孝謙朝の天平勝宝4年（752年）下総守に任ぜられている。淳仁朝に入ると、天平感宝元年（757年）宮内少輔として京官に遷り、天平宝字6年（762年）25年ぶりの昇叙を受け、従五位上・智部大輔に昇格している。
称徳朝では美作守を務め、天平神護2年（766年）には同国勝田郡塩田村について、他郷との境界に位置している一方で、勝田郡の役所から遠く離れていて労役の徴発や租税の供出に艱難辛苦しているため、便の良い備前国に編入するように上申し許されている。

## 官歴
『続日本紀』による。
- 時期不詳：従六位下
- 天平9年（737年） 9月28日：従五位下（越階）
- 天平勝宝4年（752年） 5月26日：下総守
- 天平感宝元年（757年） 6月16日：宮内少輔
- 天平宝字6年（762年） 正月4日：従五位上。4月1日：智部大輔
- 天平神護2年（766年） 5月23日：見美作守